# قصر الملك

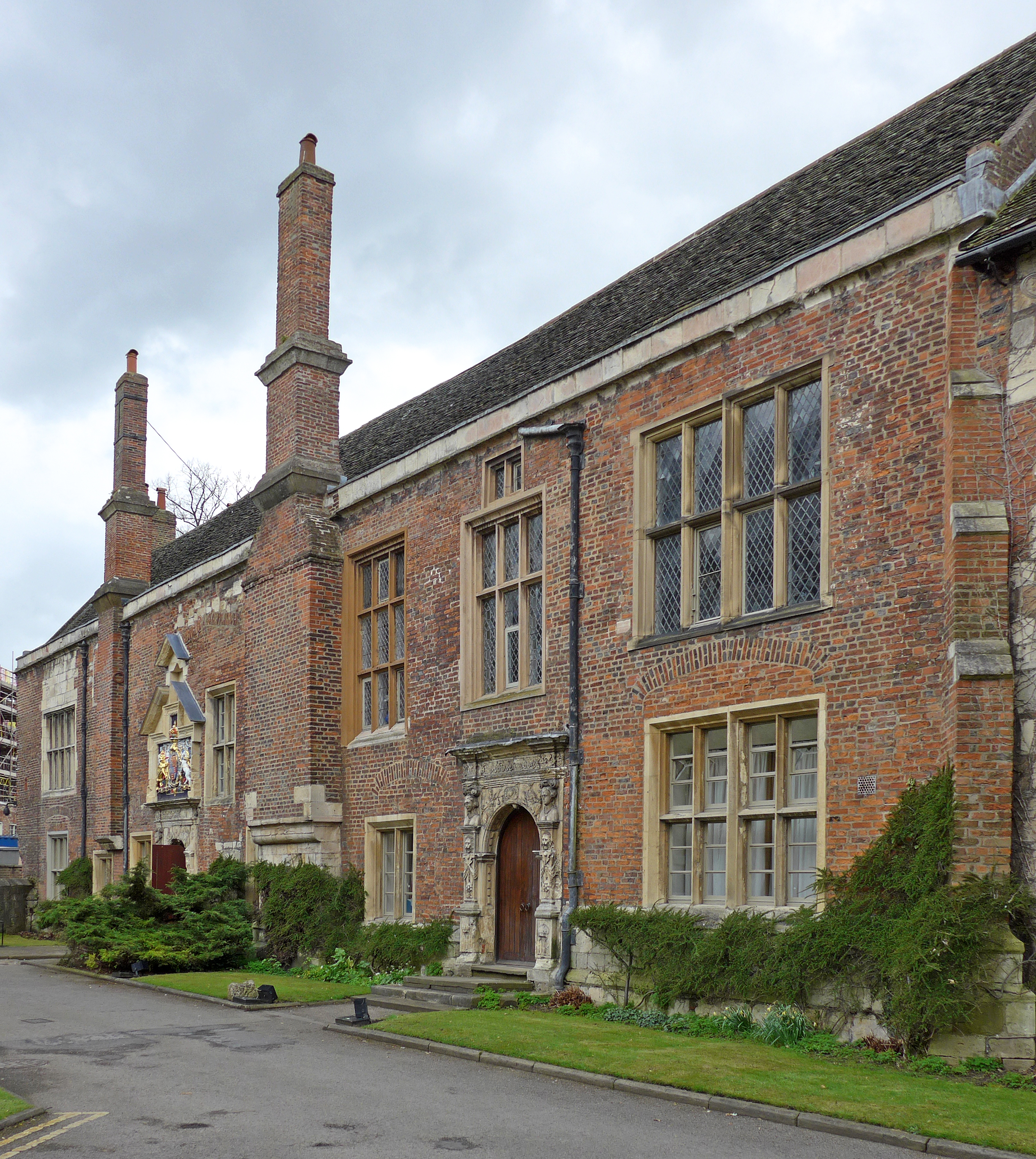
الواجهة الأمامية لقصر الملك

يعد مبنى قصر الملك أحد المباني المدرجة من الدرجة الأولى والواقعة في يورك، إنجلترا، ويعتبر جزءًا من جامعة يورك.

## تاريخ
بُني قصر الملك في الأصل لإيواء رؤساء دير سانت ماري [الإنجليزية] في يورك. يعتقد أن رؤساء الدير قد سكنوا في القصر منذ القرن الحادي عشر، لكن أقدم بقايا تعود إلى القرن الخامس عشر. عندما تم حل الدير عام 1539 أمر الملك هنري الثامن بأن يصبح مقرًا لمجلس الشمال [الإنجليزية]. استمر المجلس بأداء دوره حتى ألغي عام 1641.
بعد انتهاء الحرب الأهلية، تم تأجير المبنى لمستأجرين من القطاع الخاص حتى القرن التاسع عشر، بعدها تملكته مدرسة يوركشاير للمكفوفين وقامت بتوسعته. وفي إطار ذلك، تم بناء منزل المدير عام 1900 الذي أصبح اليوم مقرًا لمركز دراسات العصور الوسطى بالجامعة.
عقب رحيل مدرسة المكفوفين عام 1958 عن القصر، حصل مجلس مدينة يورك على القصر، ثم قام بتأجيره للجامعة عام 1963. ولاحقًا انتقلت الجامعة إلى حرم جامعة هيسلينجتون، ولكنها ظلت تحتفظ بقصر الملك الذي خصصته لقسم علم الآثار التابع لها (بما في ذلك إدارة بيانات علم الآثار) واستخدمته كمركز لدراسات العصور الوسطى والقرن الثامن عشر. يمكن للطلاب الدارسين بقصر الملك الاختيار بين البقاء في السكن الجامعي بالحرم الجامعي أو الإقامة في إحدى المساكن الواقعة خارج حرم الجامعة، مثل والمجايت أو دار قسطنطين. كما يمكن استخدام مبنى قصر الملك لعقد الاجتماعات والفعاليات التي تدار من خلال شركة مؤتمرات يورك التابعة لـ جامعة يورك.

## وصلات خارجية
- The University's page on King's Manor
- Read a detailed historical record on the King's Manor, York
- For meeting rooms see York Conferences